# 2011年10月臺灣
| << | 2011年10月 （民國100年） | >> |    |    |    |    |
| \| 日 \| 一 \| 二 \| 三 \| 四 \| 五 \| 六 \| \| \| \| \| \| \| \| 1 \| \| 2 \| 3 \| 4 \| 5 \| 6 \| 7 \| 8 \| \| 9 \| 10 \| 11 \| 12 \| 13 \| 14 \| 15 \| \| 16 \| 17 \| 18 \| 19 \| 20 \| 21 \| 22 \| \| 23 \| 24 \| 25 \| 26 \| 27 \| 28 \| 29 \| \| 30 \| 31 \| \| \| \| \| \| |                          |    |    |    |    |    |
| 臺灣新聞動態／維基新聞 |                          |    |    |    |    |    |
| 世界／中国大陆／臺灣 |                          |    |    |    |    |    |
| 日 | 一                       | 二 | 三 | 四 | 五 | 六 |
| |                          |    |    |    |    | 1  |
| 2 | 3                        | 4  | 5  | 6  | 7  | 8  |
| 9 | 10                       | 11 | 12 | 13 | 14 | 15 |
| 16 | 17                       | 18 | 19 | 20 | 21 | 22 |
| 23 | 24                       | 25 | 26 | 27 | 28 | 29 |
| 30 | 31                       |    |    |    |    |    |

## 10月1日
- 【科技】台北國際發明暨技術交易展頒發獎項，金牌獎項為「智慧型行李箱」，另有14歲與15歲「青少年發明家」分別獲得一銀一銅。自由時報

## 10月2日
- 【交通】台灣省道台84線麻豆交流道下營系統交流道通車。   華視新聞網

## 10月4日
- 【社會】國防部於晚上七點在臺北小巨蛋舉行「世紀勁旅、光榮禮讚」軍民聯歡晚會（中央社）

## 10月7日
- 【社會】有網友在臉書上發起「佔領台北」活動，號召10月15日走上台北街頭，向政府表達不滿。（壹傳媒）

## 10月10日
- 【慶典】中华民国100年国庆活動 大紀元報（页面存档备份，存于）行政院（页面存档备份，存于）
- 【交通】台中市政府表示，台中市的中港路、中棲路與中正路將統一改稱「台灣大道」。聯合報

## 10月13日
- 【交通】 台灣鐵路管理局於交通部部務會報中指出，台北車站一樓大廳已整建，將重新定位為台灣映象櫥窗，也是台北文創區的前哨站。中央社
- 【經濟】 超微(AMD)在台灣並全球同步推出FX系列處理器(CPU)，這款8 核心桌上型處理器，皆完全不鎖定處理器倍頻設定，讓使用者更容易超頻，讓個人電腦玩家享受更高的CPU時脈、大幅提升的效能。中央社
- 【醫學】 成功大學生理學研究所團隊同日證實，單次過度劇烈運動將會加速人體內嗜中性白血球細胞死亡，但反之，持續的規律運動則可減緩嗜中性白血球細胞死亡。中央社
- 【交通】交通部民用航空局確定2012年春節兩岸加班機期間為1月9日至2月6日，雙方將各飛170班，共340班。中央社-1中央社-2
- 【教育】教育部首度編製「標準字與簡化字對照手冊」，收錄4,808個標準字，印製2,000份分發各大學轉交陸生，同時網上公布，利民眾查詢。中央社

## 10月14日
- 【環保】 新北市環保局表示，淡水河流域「嚴重污染」的長度較去年減少 43%，全年1至9月全河段RPI平均值（河川污染指標）已降到2.9，整體平均更達到「輕度污染」的標準。（中央社）
- 【藝文】100年度（第46屆）廣播金鐘獎於國父紀念館舉辦典禮，中央廣播電台取得4座主要獎項，另外竹科廣播、警察廣播電台、漢聲廣播電台也分別奪得數個獎項。NOWnews（页面存档备份，存于）

## 10月15日
- 【社會】「Occupy Taipei佔領台北」行動在台北101大樓展開，此行動由網友「社群」發起的自願性社會運動，主要訴求是響應美國佔領華爾街。然而101大樓方面因群眾運動導致商家權益受損，因此擬發出法律求償行動。NOWnews（页面存档备份，存于） NOWnews

## 10月17日
- 【社會】兒童福利聯盟文教基金會表示，去年平均1天有1.6通諮詢電話需出養孩子，每2個就有1個是未婚懷孕。（民眾日報）[]

## 10月18日
- 【環保】全國第1座由在地環保綠能廠商出錢的環境教育體驗館「綠房子」，同日舉行開工動土，預定明年初完工。（大紀元時報）

## 10月19日
- 【經濟】以研發目前全球第二大瀏覽器Firefox（火狐）聞名的謀智基金會，宣布在台灣成立分公司，成為全球的第9個據點，並計畫與台灣的軟體業者和行動設備業者共同合作，一起打造跨平台的App技術。目前Firefox在瀏覽器市場佔有率高於Google的瀏覽器Chrome。（Udn（页面存档备份，存于） 中時）

## 10月20日
- 【體育】2011揚昇LPGA台灣錦標賽在揚昇高爾夫鄉村俱樂部進行，這也LPGA賽事首次舉辦在台灣舉辦。全程共有33個國家進行同步轉播，同時曾雅妮也參與該場比賽。（自由時報 中時）

## 10月21日
- 【娛樂】100年度（第46屆）電視金鐘獎於國父紀念館舉辦典禮，公廣集團獲得20座獎項，戲劇節目大贏家是公視《他們在畢業的前一天爆炸》，取得5座獎項。大紀元時報中央社（页面存档备份，存于）

## 10月23日
- 【體育】從20日至23日舉行為期四天的2011揚昇LPGA台灣錦標賽，由台灣選手曾雅妮以四回合低於標準桿16桿的272桿總成績，獲得該次冠軍與獎金30萬美元，同時也是該選手目前職業生涯第12座LPGA巡迴賽冠軍獎盃。中時 UDN

## 10月24日
- 【經濟】行政院主計處新聞稿發布指出，民國100年（2011年）九月份人力資源調查統計結果，九月失業率為4.28%，較上月下降0.17個百分點，較上年度九月份亦降0.77個百分點。九月就業率，較上月下降0.30個百分點，較上年度九月份亦增2.14個百分點。就業方向與上月比較，主要減少但偏向在服務部門（0.36%）、工業部門（0.21%）、農業部門（0.17%）。但若與上一年度同月比較，服務部門增加（2.17%）、工業部門增加（2.39%）、農業部門減少（1.20%）。行政院主計處新聞稿（页面存档备份，存于）
- 【娛樂】《賈伯斯傳》全球同日同步發行。

## 10月26日
- 【能源】國科會資助的研究指出，在一個大型泥火山周圍進行了21天的海底連續地震觀測，發現在台灣西南海域約500公尺深的海底處，偵測出異常大量的甲烷（天然氣）和二氧化碳氣體。國科會表示，粗步估計估西南海域的天然氣儲量可滿足中華民國大約50至230年的天然氣使用量。ETtoday（页面存档备份，存于）
- 【政治】根據2011年5月4日修訂公布實施的消防法第14條，嘉義縣消防局公告自26日起全面禁止縣民施放天燈。ETtoday（页面存档备份，存于）ETtoday（页面存档备份，存于）
- 台灣腦中風學會祕書長陳威宏同日指出，腦中風病患中，有近8成隸屬「梗塞型腦中風」，而於其中約估應有15~20%病患，符合「注射血栓溶解劑」的條件。於把握「黃金3小時」內，施打血栓溶解劑的搶救，可減少中風後遺症，亦能提高復健療效。中央社

## 10月27日
- 【政治】 立法院社會福利及衛生環境委員會同日初審通過勞基法第37條修正草案，增訂「勞工可帶薪休假出席子女學校家長日」。中央社
- 【旅遊】阿里山森林鐵路於2011年4月發生小火車翻覆意外後，列車全線暫時停駛，嘉義林管處在完成行車安全改善項目後，祝山線預計27日清晨5時復駛，遊客可乘車前往觀賞「阿里山日出」。中央社

## 10月28日
- 【藝文】 行政院文化建設委員會、體育委員會共同主辦的「轉動台灣向前行」活動，號召全台民眾以騎單車一台接一台的方式圍繞台灣，最低目標人數是10萬人，目前已有超過7萬人報名。中央社
- 【社會】 2011年5月間，金龍公司供應中和區積穗國小的營養午餐被發現「蛆」事件，檢調同日搜索新北市營養午餐兩大承包商金龍和歐克，搜出業者向校長行賄帳冊，金龍負責人陳秀暖撕毀「封口信」時，也被檢調逮個正著。自由時報
- 中華海峽兩岸文化資產交流促進會名譽理事長王水衷同日將收藏多年的文獻會元老王國璠藏書和資料，捐贈給國家圖書館，其內含林家花園等相關台灣史料、霧社事件田野調查資料，還有莫那魯道、花岡一郎的真實照片。中央社
- 來自美國、加拿大、日本、史瓦濟蘭、肯亞、台灣的70名高中生，以5天循媽祖遶境路線徒步100公里，為非洲孩童「開鑿水井」沿途募款。中央社-1中央社-2

## 10月29日
- 【藝文】歷經12年籌劃，位於臺南市的國立臺灣歷史博物館正式開館。Nownews（页面存档备份，存于）
- 【藝文】國立台灣工藝研究發展中心即日起推出「工藝印記─台灣百年工藝文化特展」展期自2011年9月29日起至2012年3月25日止，主要是讓民眾從中體驗台灣工藝文化的精神內涵。中央社[]台商會聯資網[永久]台灣工藝中心
- 【社會】 新北市十所學校爆出營養午餐回扣弊案，板檢28日約談六名校長及業者共廿四名被告，已有3名國小校長收押。中國時報東森（页面存档备份，存于）中央社-1中央社-2中央社-3
- 【藝文】國立臺灣科學教育館與美國自然史博物館攜手合作的《穿越時空—絲路行》特展，展出來自美國自然史博物館、大都會博物館、亞洲藝術博物館、康寧玻璃博物館和科威特博物館等五大博物館的絲路珍貴歷史文物和標本。展期自2011年10月29日起至2012年1月29日止。科教館

## 10月31日
- 【社會】新北市校長收營養午餐回扣弊案，涉案6校長遭停職、調職，為了校務正常運作，教育局今起派任「候用校長」代理校長職務。並於後續全面檢視各國中小午餐採購流程，及午餐評選機制。中央社
- 【公益】伊甸基金會和磐石保險經紀人公司合作的「千里傳愛2」單車環台公益活動，10月24日從台北出發，預計9天1,100公里路程。同日17名單車騎士騎車揹著書，預計運送到偏遠的台東縣忠勇國小贈書。中央社